# Ander Mirambell
Ander Mirambell, né le 23 mai 1994 à Calella en Espagne, est un skeletoneur espagnol.
Participant à quatre reprises aux Jeux olympiques d'hiver, il est porte-drapeau en compagnie de Queralt Castellet de la délégation espagnole aux Jeux 2022.

## Biographie
Natif de Calella, Ander Mirambell pratique dans sa jeunesse l'athlétisme et le football, évoluant dans les équipes de jeunes du RCD Espanyol,.
Il est le premier Espagnol à pratiquer à haut niveau le skeleton dans un pays où ce sport n'a pas de fédération sportive. Il commence ce sport en 2015 et ambitionne alors de participer aux Jeux olympiques d'hiver, ce qu'il arrive à faire en 2010 et qu'il réitère ensuite à trois reprises. Il bénéficie à partir de 2014 du soutien de LaLigaSports, un programme d'aide aux autres sports espagnols par la LFP.
En 2016, rétabli d'une rupture du ligament croisé du genou droit et ayant investi 10000 euros dans son engin, il remporte la Coupe d'Amérique du Nord, participant à 6 des 8 étapes et en remportant 5,. Il obtient la neuvième place aux Championnats d'Europe 2017, son meilleur résultat en carrière dans cette compétition. Il vise une place dans les 15 premiers aux Jeux olympiques d'hiver de 2018, un objectif qu'il n'atteint pas.
Pour la première fois aux Jeux olympiques d'hiver de 2022, le Comité international olympique autorise que les différentes délégations présentent deux porte-drapeau, une femme et un homme, pour la cérémonie d'ouverture. Le Comité olympique espagnol désigne Mirambell ainsi que Queralt Castellet pour cette fonction. Sa préparation pour ces Jeux est perturbée par le Covid-19 qu'il contracte en fin d'année 2021. Lors de son épreuve, il est 24e du classement à l'issue des trois premières manches. Cette place l'empêche de participer à la dernière manche et constitue son classement final.
Pour optimiser son pilotage et modérer sa peur dans ce sport à risque, Mirambell utilise la relaxation et l'hypnose. Mirambell se raconte dans un livre publié en 2014 intitulé Rompiendo el hielo.
En dehors de son sport, Mirambell poursuit des études supérieures. Il a une licence en sciences de l'activité physique et du sport ainsi que deux masters. Le premier est en direction, méthodologie et analyse du football et le second en gestion et direction d'installations sportives.

## Palmarès
| Compétitions / Année    | Compétitions / Année    | 2008 | 2009 | 2010 | 2011 | 2012 | 2013 | 2014 | 2015 | 2016 | 2017 | 2018 | 2019 | 2020 | 2021 | 2022 |
| ----------------------- | ----------------------- | ---- | ---- | ---- | ---- | ---- | ---- | ---- | ---- | ---- | ---- | ---- | ---- | ---- | ---- | ---- |
| Jeux olympiques d'hiver | Jeux olympiques d'hiver | -    | -    | 24e  | -    | -    | -    | 26e  | -    | -    | -    | 23e  | -    | -    | -    | 24e  |
| Champ. du monde         | Champ. du monde         | 27e  | 27e  | JO.  | 26e  | 25e  | 22e  | JO.  | 30e  | 27e  | 20e  | JO.  | DNS  | DNF  | DNS  | JO.  |
| Coupe du monde          | Coupe du monde          | -    | 23e  | 27e  | 19e  | 23e  | 24e  | 23e  | 25e  | 21e  | 14e  | 21e  | 26e  | 38e  | 24e  | 37e  |